# 陳基培
陳 基培（チン・ギベ、朝鮮語: 진기배、1921年8月1日 - 2003年3月20日）は、大韓民国の政治家。第6代韓国国会議員。
本貫は驪陽陳氏。号は包空。仏教徒。

## 経歴
日本統治時代の江原道蔚珍郡（現・慶尚北道蔚珍郡）出身。国民大学政経学科卒。1944年、仏教専門講習課程履修。1946年の青年朝鮮総同盟宣伝部長、1947年の仏教青年中央教議会議員を経て、国民会中央委員、仏教青年団団長、秋風会企画委員、民政党慶北道支部副委員長、民衆党慶北第13地区党委員長を務めた。5・16軍事クーデター以後の1963年の第6代総選挙で蔚珍郡・英陽郡選挙区から民政党の候補として出馬し、3期国会議員を務めた民主共和党系の金光俊を破って当選した。国会議員在職中は「農業協同組合法中改正法律案」「蚕業振興組合法案」などを提出した。1967年の第7代総選挙にも出馬したが、与党候補の呉俊碩に敗れて落選した。
2003年3月20日に死去。享年82。